# 雁山区
雁山区（がんざん-く）は中華人民共和国広西チワン族自治区桂林市に位置する市轄区。

## 行政区画
- 街道:良豊街道
- 鎮:雁山鎮、柘木鎮
- 郷:大埠郷
- 民族郷:草坪回族郷

## 交通

### 道路
- 高速道路
  -  桂林環状高速道路（中国語版）
- 国道
  - G321国道